# Lindqvistita
La lindqvistita és un mineral de la classe dels òxids. Va ser anomenat per D. Holstram i R. Norrestam l'any 1991 en honor de Bengt Lindqvist, conservador del Museu Suec d'Història Natural a Estocolm (Suècia).

## Classificació
Segons la classificació de Nickel-Strunz, la lindqvistita pertany a «04.CC: Òxids amb relació Metall:Oxigen = 2:3, 3:5, i similars, amb cations de mida mitjana i gran» juntament amb els següents minerals: cromobismita, freudenbergita, grossita, clormayenita, yafsoanita, lueshita, natroniobita, perovskita, barioperovskita, lakargiïta, megawita, loparita-(Ce), macedonita, tausonita, isolueshita, crichtonita, davidita-(Ce), davidita-(La), davidita-(Y), landauita, lindsleyita, loveringita, mathiasita, senaita, dessauita-(Y), cleusonita, gramaccioliïta-(Y), diaoyudaoita, hawthorneita, magnetoplumbita, hibonita, latrappita, plumboferrita, yimengita, haggertyita, nežilovita, batiferrita, barioferrita, jeppeita, zenzenita i mengxianminita.

## Característiques
La lindqvistita és un òxid de fórmula química Pb₂Mn2+Fe16O27. Cristal·litza en el sistema hexagonal. La seva duresa a l'escala de Mohs és 6.

## Formació i jaciments
El mineral només s'ha descrit a la seva localitat tipus (Suècia) i en una mina de Carèlia (Rússia). En la seva localitat tipus es va descriure en un dipòsit de tipus skarn de ferro i manganès amb presència de plom afectat per metamorfisme regional.